# The Crossing (serie de televisión)
The Crossing es una serie de suspense  norteamericana (llamada La Travesía en español) que se emite en ABC y CTV. La serie debutó el 2 de abril de 2018. El 20 de marzo de 2018, ABC publicó el episodio piloto en su sitio web. La serie se filma en Columbia Británica, Canadá.
El 11 de mayo, ABC canceló el show después de una temporada.

## Sinopsis
Un grupo de supervivientes refugiados que huyen de una guerra que aún no sucedió buscan asilo en un pueblo estadounidense, y dicen ser de Estados Unidos, 180 años en el futuro. Además, al menos uno de los refugiados exhibe poderes aparentemente sobrehumanos que pueden convertirse en una amenaza.

## Reparto
- Steve Zahn como Sheriff Jude Ellis[6]
- Natalie Martinez como Reece[7]
- Sandrine Holt como Agente Emma Ren[8]
- Tommy Bastow como Marshall
- Rob Campbell como Paul[9]
- Rick Gomez como Néstor Rosario
- Marcuis W. Harris como Caleb
- Grant Harvey como Roy Aronson[6]
- Jay Karnes como Craig Lindauer[6]
- Simone Kessell como Rebecca[10]
- Kelley Missal como Hannah[11]
- Luc Roderique como Bryce Foster[12]
- Bailey Skodje como Leah[13]
- John D'Leo como Will
- Georgina Haig como Dr. Sophie Forbin[14]

## Producción
Ambientada en la ciudad ficticia de Port Canaan, Oregón y en Seattle, la serie fue filmada en zonas costeras de Columbia Británica y en la ciudad de Vancouver, Columbia Británica en 2017. La playa a la que llegan los refugiados está cerca de Ucluelet en Isla de Vancouver Mientras que la oficina del sheriff y algunos otros lugares fueron filmados en y alrededor del pueblo de Britannia Beach, al norte de Vancouver. El Oceanic Plaza de Vancouver fue el escenario de las oficinas de Seguridad Nacional de Seattle y otras escenas fueron filmadas en y alrededor de la ciudad. Otros lugares de rodaje en Columbia Británica fueron en Steveston y en New Westminster. El rodaje en Vancouver comenzó en julio y finalizó a finales de noviembre de 2017.

## Episodios

### Temporada 1: 2018
| N.º | Título                              | Director             | Escritor                               | Estreno en Estados Unidos | Código | Audiencia |
| --- | ----------------------------------- | -------------------- | -------------------------------------- | ------------------------- | ------ | --------- |
| 1 | «Pilot»                             | Rob Bowman           | Dan Dworkin & Jay Beattie              | 2 de abril de 2018        | 101    | 5.40      |
| La gente está bajo el agua en el océano. Una mujer empuja a un niño hacia la superficie y desaparece debajo. El sheriff Jude Ellis es llamado a la playa para investigar un cuerpo que llegó a la orilla. Al llegar, él y su ayudante descubren más cuerpos en la playa y cientos más en el agua. Hay un total de 47 supervivientes, todos ellos afirmando que huyen de una guerra 180 años en el futuro. Oyeron hablar de una manera de doblar el tiempo para llegar a "La Larga Paz". Estaban huyendo de Apex, una raza de humanos más evolucionados con habilidades extraordinarias que se apoderó de todos los gobiernos y comenzó a exterminar a los humanos normales. La agente del FBI Emma Ren se hace cargo y restringe el acceso del sheriff. La mujer mostrada anteriormente es rescatada por pescadores, ve un reportaje televisado de sólo muertos en la playa (una historia de portada del FBI), embosca a Jude y le ordena que la lleve a la muerte. No encuentra a la chica a la que trató de ayudar. Jude le dice que el niño está vivo. Cuando los agentes de seguridad armados se acercan, la mujer los domina a ambos y Jude y escapa, revelándose como un Apex por sus increíbles habilidades físicas. Más tarde aparece en la casa de Jude, donde se entera de que se llama Reece y que está buscando a su hija, Leah. Thomas, un sobreviviente, afirma que su grupo no fue el primero en cruzar. Conoce al jefe de Ren, Craig Lindauer, un subsecretario adjunto del Departamento de Seguridad Nacional, pero para su horror reconoce a Lindauer como parte de la migración anterior. |                                     |                      |                                        |                           |        |           |
| 2 | «A Shadow Out of Time»              | David Von Ancken     | Dan Dworkin & Jay Beattie              | 9 de abril de 2018        | 102    | 4.48      |
| La historia de Reece y Leah se cuenta en una serie de escenas en retrospectiva. En 2187, Reece y otro agente armado de Apex registran un edificio en busca de "Commons", humanos no mutilados. En su interior encuentran a un hombre muerto, asesinado por la enfermedad incurable que Apex creó para aniquilar a la humanidad normal. También descubren un bebé sano. La pareja de Reece se prepara para disparar al bebé, según el procedimiento estándar, pero Reece lo mata y lo cría en secreto. Cuando Leah es joven, contrae la enfermedad. Reece compra ayuda médica en el mercado negro; el hombre le da a Leah algo de la sangre de Reece con la esperanza de que la inmunidad Apex de Reece pueda ayudar a Leah a combatir la enfermedad. Cuando los superiores de Reece se enteran de Leah y se enfrentan a Reece, ella les dispara y huye. En el presente, Judas hace un trato con ella: la ayudará a encontrar a Lea a cambio de que deje la ciudad. Trata de organizar una reunión entre Reece y Ren, pero Ren notifica a Lindauer, que envía hombres fuertemente armados. A Reece le disparan, pero se escapa. Mientras tanto, se descubre que Leah tiene la enfermedad y está rápidamente en cuarentena. |                                     |                      |                                        |                           |        |           |
| 3 | «Pax Americana»                     | Ken Girotti          | Michael Narducci                       | 16 de abril de 2018       | 103    | 4.09      |
| Reece es seguida en el bosque por los hombres fuertemente armados de Lindauer, pero ella los neutraliza fácilmente. Ella mata al jefe del equipo de búsqueda cuando él, pensando que la tiene incapacitada, revela que es un migrante anterior. Roy, un guardia, se siente atraído por la sobreviviente Hannah. Lucas amenaza con exponer el pasado de Hannah a los demás a menos que ella sea más amable con él. Se escabulle del campamento en la parte trasera de la camioneta de Roy. En un concierto, parte de la celebración "Harborfest" de la ciudad, Hannah conoce a Marshall. Después de un tiempo, ella ve a un joven que se ve exactamente como el tipo de la foto en su relicario perdido. Roy encuentra a Hannah y la lleva de vuelta, con la ayuda de Jude. Jude está disfrutando de Harborfest con su hijo Oliver, que fue dejado por la madre de Oliver. Cuando Jude es llamado para ver un cadáver (víctima de Reece), Oliver desaparece. Lindauer recluta a Thomas y luego envía a la viróloga, la Dra. Sophie Forbin, para que averigüe todo lo que pueda sobre la enfermedad, pero afirma que salvar la vida de Leah no es una prioridad. Después de hablar con Forbin, Ren empieza a sospechar que Lindauer tiene una agenda oculta. Ella se acerca a Jude, pero el ya no confía en ella. |                                     |                      |                                        |                           |        |           |
| 4 | «The Face of Oblivion»              | Tara Nicole Weyr     | Evan Bleiweiss                         | 23 de abril de 2018       | 104    | 4.08      |
| Cuando Jude llama al teléfono de Oliver, Reece contesta. Quiere cambiar a su hijo por el suyo en cuatro horas. Jude contacta a Ren, quien le informa que Leah se está muriendo de una enfermedad altamente infecciosa. Jude presiona a Forbin para que vaya con él al punto de intercambio. Después de informar a Reece de la situación, Forbin se ofrece a ocupar el lugar de Oliver. Jude regresa a casa para encontrar a su hijo vivo y bien. Mientras tanto, el oscuro secreto de Hannah sale a la luz: se convirtió en una colaboradora de Apex después de que atraparon y torturaron a su padre. Un sobreviviente llamado Paul le pide a un guardia que localice a una mujer de la migración anterior: su esposa. El guardia entrega su dibujo a Ren, quien identifica y va a interrogar a la mujer. La mujer afirma que Paul se unió a una secta, pero cuando Ren ve una fotografía en la pared que muestra una reunión en la que Lindauer está presente, la mujer le dispara. |                                     |                      |                                        |                           |        |           |
| 5 | «Ten Years Gone»                    | Jeffrey Hunt         | Rebecca Sonnenshine                    | 30 de abril de 2018       | 105    | 3.62      |
| Las escenas en retrospectiva revelan la llegada de los "Primeros en llegar" que involuntariamente causaron un accidente automovilístico que mató a la madre de Marshall. Los primeros viajeros del tiempo trataron de cambiar la historia y evitar que Apex llegara a existir asesinando secretamente a 27 personas clave. Sin embargo, la aparición del segundo grupo muestra que fracasaron. Su líder, la esposa de Pablo, decide que se necesitan medidas mucho más drásticas. Jude investiga la misteriosa desaparición de Emma, y Sophie arriesga su carrera para salvar la vida de Leah. |                                     |                      |                                        |                           |        |           |
| 6 | «LKA»                               | Hanelle Culpepper    | Vivian Tse                             | 7 de mayo de 2018         | 106    | 3.67      |
| Jude busca la ayuda de un excolega en Oakland. Recibe información que le hace sospechar de Lindauer. Minutos después, Lindauer llama y ofrece reunirse en privado con él. Lindauer despide a Sophie y descarrila su plan de reunir a Reece con Leah. Más tarde se desmaya y se despierta muy enferma en una cama de hospital. El sobreviviente Caleb envía fotografías de la situación en el campamento a Marshall, quien las sube a sitios web de conspiración. Jude arresta a Lindauer mientras se dirige al punto de encuentro. |                                     |                      |                                        |                           |        |           |
| 7 | «Some Dreamers of the Golden Dream» | Alrick Riley         | Deirdre Mangan                         | 14 de mayo de 2018        | 107    | 3.53      |
| La alcaldesa Vanessa Conway presiona a Jude para que libere a Lindauer. Cuando Jude le habla de los refugiados, Lindauer acepta dejarlos pasar un día en la ciudad, bajo supervisión. Leah y Hannah están entre el primer grupo al que se le dio el privilegio. Para consternación de Roy, Hannah pasa el día con Marshall. Anticipando el plan de Reece para tener a su hijo, Jude le quita el pulsera de rastreo de Leah. Sin embargo, hay un segundo rastreador dentro de la muñeca de Leah, y Reece es capturado. En el campamento, una mujer finalmente recupera el conocimiento; cubre las paredes de su cabaña con escritura Apex. |                                     |                      |                                        |                           |        |           |
| 8 | «The Long Morrow»                   | Hanelle M. Culpepper | Vivian Tse                             | 28 de mayo de 2018        | 108    | 2.53      |
| Un espeluznante descubrimiento en el campo conduce al arresto de un sospechoso improbable, y una jugada arriesgada de Jude puede ser la única manera de exponer la verdad. Mientras tanto, Reece se encuentra cautiva, y Rebeca cae bajo el dominio de Noemí de una manera que podría cambiarlo todo. |                                     |                      |                                        |                           |        |           |
| 9 | «Hope Smiles from the Threshold»    | P. J. Pesce          | Matt Olmstead                          | 4 de junio de 2018        | 109    | 2.92      |
| La sorprendente conexión de una mujer sin hogar local con el cruce le da a Jude y Néstor respuestas cruciales sobre lo que realmente sucedió en el umbral. Mientras tanto, la creciente influencia de Noemí en el campo conduce a una chocante confrontación. |                                     |                      |                                        |                           |        |           |
| 10 | «The Androcles Option»              | Alex Zakrzewski      | Michael Narducci & Rebecca Sonnenshine | 9 de junio de 2018        | 110    | 2.09      |
| Jude y Nestor forman un plan para sacar a los refugiados del campo, pero es complicado cuando Sophie llega con información sobre el paradero de Reece. No contento con esperar, Marshall toma el asunto en sus propias manos. |                                     |                      |                                        |                           |        |           |
| 11 | «These are the Names»               | David Von Ancken     | Dan Dworkin & Jay Beattien             | 9 de junio de 2018        | 111    | 2.10      |
| La vida de los refugiados pende de un hilo mientras Jude y Néstor se unen con un aliado improbable. Mientras tanto, Eve y Lindauer siguen adelante con su esfuerzo despiadado para atar cabos sueltos. |                                     |                      |                                        |                           |        |           |

## Recepción crítica
En la página web de Rotten Tomatoes, la serie tiene un índice de aprobación del 69% basado en 16 reseñas, con un promedio de 6,1/10. Metacritic, que utiliza un promedio ponderado, asignó un puntaje de 59 sobre 100 basado en 12 críticos, lo que indica "revisiones mixtas o promedio".